# Benjamin Berringer
Le colonel Benjamin Berringer est un militaire de l'armée britannique, décédé en 1674.
Spéculateur, il devient l'un des plus riches planteurs de sucre de la Barbade, s'installe en 1669 en Caroline, dont il est l'un des premiers habitants et dont il devient gouverneur en 1671.

## Biographie
Il fait partie des colons de la Barbade qui ont choisi de partir en Caroline, en pleine vague de spéculation immobilière à la Barbade, sur fond de croissance des plantations de sucre, de surpopulation et de dégâts causé par la météo. Ces habitants se sont installés en Caroline, dont Charles II, roi d'Angleterre, avait fait sa colonie en 1664, afin d'étendre les plantations au sud de la Virginie. Ils y ont cultivé le tabac en faisant venir des esclaves, à partir du milieu des années 1670.
Le colonel Benjamin Berringer disposait de nombreux esclaves à la Barbade, où sa femme a continué à vivre. Il avait fait construire en 1650 la "Saint Nicholas Abbey", l'une des plus anciennes et plus belles bâtisses de la Barbade, près de laquelle un moulin à sucre a continué à fonctionner jusqu'au XXe siècle. Il est empoisonné en 1674 par son voisin Sir John Yeamans, qui fut son partenaire en affaires et l'amant de la femme, Margaret Berringer, et qui a fui ensuite en Caroline avec elle.
Les deux hommes ont participé à la colonie du Cape Fear, l'une des deux plus anciennes de Caroline avec la Colonie d'Albemarle.
Sa fille, Margaret Berringer, née en 1660, épousa en 1675 James Moore, un des plus riches planteurs de Caroline, membre du Grand Conseil de la Colonie de 1677 à 1683 et délégué des planteurs. Ceux-ci vont cependant le démettre de ses fonctions pour avoir désobéi à leurs ordres en ayant utilisé sur ses plantations des esclaves d'origine amérindienne.